# Struthiola parviflora
Struthiola parviflora är en tibastväxtart som beskrevs av Friedrich Gottlieb Bartling och Carl Daniel Friedrich Meisner. Struthiola parviflora ingår i släktet Struthiola och familjen tibastväxter. Inga underarter finns listade i Catalogue of Life.